# Seznam zhudebnění Requiem
Seznam zhudebnění Requiem je soupis zhudebnění latinské mše za zemřelé Rekviem i jiných textů za duši zemřelého 

## Zhudebnění latinského textu Requiem (výběr)
(Řazeno abecedně podle skladatelů)
- Requiem Album, Band Aeternitas, Gothic Rock
- Messe de Requiem (Jehan Alain), pro čtyři smíšené hlasy  (JA 125, 1938)
- Requiem (Vjačeslav Arťomov), pro sólové hlasy, sbor a orchestr (1988)
- Requiem (Kurt Atterberg), op. 8 pro sólové hlasy, sbor a orchestr (1914)
- Requiem, Grande Messe des Morts op. 5 (Hector Berlioz)
- Requiem (Nikolaus Betscher)
- Requiem fa-mineur à 15 (Heinrich Ignaz Franz Biber)
- Requiem (Boris Blacher) – 1958
- Requiem (Anton Bruckner)
- Requiem (Antonio Cagnoni), 1888
- Requiem (André Campra)
- Requiem in c-moll (Luigi Cherubini pro smíšený sbor a orchestr
- Requiem in d-moll (Luigi Cherubini) pro mužský sbor a orchestr
- Requiem h-moll op. 22 pro sóla, sbor a orchestr (Felix Draeseke, 1883)
- Requiem e-moll WoO 35 pro pět zpěváků a cappella (Felix Draeseke, 1910)
- Requiem (Maurice Duruflé)
- Rekviem (Antonín Dvořák)
- Requiem c-moll (Joseph Eybler)
- [[Rekviem (Fauré)|Requiem (Gabriel Fauré)]]
- Requiem (François-Joseph Fétis)
- "Kaiserrequiem" K51-53 (Johann Joseph Fux), 1720
- Requiem in F-dur K55 (Johann Joseph Fux), 1697
- Requiem K56 (Johann Joseph Fux)
- Requiem (Jean Gilles), 1699[1]
- Requiem (Louis Théodore Gouvy)
- Requiem Grande Messe des Morts (François-Joseph Gossec)
- Requiem C-dur (Charles Gounod, 1891)
- Requiem (Missa VIII – Pro defunctis), op. 121, 1991–95 Jan Hanuš
- Requiem C-dur (Johann Adolph Hasse)
- „Schrattenbachovo“ rekviem c-moll MH 155 (Michael Haydn)
- Requiem B-dur MH 838 (Michael Haydn)
- Requiem (Paul Huber, op. 32, 1956)
- Requiem – Messa di Pace (Volker David Kirchner)
- Requiem op. 12 (Markus Koch)
- Requiem (Joseph Martin Kraus)
- Requiem (György Ligeti)
- Requiem pro smíšený sbor a capella Zdeněk Lukáš
- Requiem pour quatuor vocals solo, choeur mixte, orchestre et grand orgue 1971–72 (Frank Martin)
- Requiem, sedm zhudebnění od Johanna Simona Mayra
- Requiem Es-dur pro sóla, sbor a orchestr (Gilbert Michl)
- Requiem pro sóla, sbor a barokní orchestr op. 24 (Klaus Miehling), 1988
- Requiem za císaře Rudolfa II. Philippe de Monte
- Requiem in d-moll KV 626 (Wolfgang Amadeus Mozart)
- Requiem op.61 (Siegfried Naumann)
- Requiem (Franz Nekes)
- Requiem (Gösta Neuwirth), 1956
- Missa pro defunctis (Requiem), Johannes Ockeghem
- Requiem (Carlo Pedini, 2000–2003) pro smíšený sbor, varhany a smyčce
- Requiem (Giovanni Benedetto Platti)
- Requiem Es-dur (Ignaz Joseph Pleyel)
- Requiem op. 20 (Günter Raphael), 1927/28
- Requiem vel vivorum consolatio pro sóla, sbor a orchestr (Siegfried Reda), 1963
- Missa pro defunctis (Antonín Rejcha), pro soprán, alt, tenor, bas, sbor a orchestr, 1808
- Requiem pro Bariton, Wolkenloses Christfest pro Violoncello a orchestr (Aribert Reimann), 1974
- Requiem b-moll op. 60 (Josef Gabriel Rheinberger) pro sbor a velký orchestr
- Requiem Es-dur op. 84 (Josef Gabriel Rheinberger) pro sbor a cappella
- Requiem d-moll op. 194 (Josef Gabriel Rheinberger) pro sbor und varhany
- Requiem (František Antonín Rössler alias Antonio Rosetti), 1776
- Requiem op. 54 (Camille Saint-Saëns)
- Requiem c-moll (Antonio Salieri)
- Requiem (Franz Xaver Süssmayr)
- Requiem (Robert Schumann)
- Requiem (Alfred Schnittke)
- Requiem (Paolo Serrao)
- Messa da Requiem (Giovanni Sgambati)
- Jazzové Requiem (za zemřelé hudebníky) Ladislav Simon 1993.  Oratorium pro sóla, smíšený sbor, dva jazzové orchestry a varhany, 1994
- Requiem Canticles (Igor Stravinskij) pro mezzosoprán, bas, sbor a orchestr, 1966
- Introitus, T S Eliot in Memoriam (Stravinskij) pro mužský sbor a orchestr, 1965
- Missa pro defunctis (Requiem d-moll) (Franz von Suppé), 1855
- Missa da Requiem (Heinrich Sutermeister), 1953
- Requiem a Rossini (Guido Tacchinardi), 1869
- Requiem (Altuğ Ünlü), 2014
- Requiem (Erich Urbanner) pro sóla, smíšený sbor a orchestr 1982–83
- Rekviem (Verdi)
- Messa per Rossini, 13 italských skladatelů, na podnět Giuseppe Verdiho, 1868
- Officium Defunctorum (Tomás Luis de Victoria)
- Requiem (Andrew Lloyd Webber)
- Requiem h-moll op. 50 (Richard Wetz)
- Requiem c-moll ZWV 45 (Jan Dismas Zelenka)

## Zhudebnění latinského textu Requiem a dalších textů
- A World Requiem pro orchestr a 1200 sboristů (1921 John Foulds, textová kompozice Maud MacCarthy s dalšími texty)
- War Requiem (1962, Benjamin Britten, verše od Wilfreda Owena)
- Polské requiem (1984, rev. 1993/2005, Krzysztof Penderecki, polská hymna Święty Boże)
- Requiem (Rutter) (1985, Žalm 130 a Žalm 23)
- Requiem (2005, Karl Jenkins, japonská Haiku)

## Zhudebnění dalších textů

### Biblické texty
- Musikalische Exequien (1636, Heinrich Schütz)
- Ein Deutsches Requiem (1868, Johannes Brahms, na slova Písma svatého)
- Kantáta o posledních věcech člověka op. 16 (1920–1922) Ladislav Vycpálek
- České requiem: Smrt a spasení op. 24 (1940) Ladislav Vycpálek
- Dresdner Requiem 1947/1948, Rudolf Mauersberger

### Jiné texty
- Requiem podle Friedricha Hebbela pro osmihlasý smíšený sbor (1907) od Siegmunda von Hauseggera
- Requiem (1915, Max Reger, text od Friedricha Hebbela: Seele, vergiss sie nicht)
- Berliner Requiem (1929, Kurt Weill, text od Bertolta Brechta)
- Lenin-Requiem (1937, Hanns Eisler, text od Bertolta Brechta)
- When Lilacs Last in the Dooryard Bloom’d – Ein Requiem für die, die wir lieben (1946, Paul Hindemith na texty od Walta Whitmana)
- Joseph Haas Totenmesse (1947, op. 101, v němčině na texty E. Wiecherta pro lidský hlas, dětský, ženský a mužský sbor a jeden smíšený sbor s orchestrem)
- Requiem chorale pro sóla, sbor a orchestr op. 48 (1956), Johann Nepomuk David
- Requiem für Lumumba od Paula Dessau (1961–1963, text: Karl Mickel)
- The Death of Moses (1967). Requiem od Josefa Tala pro alt, tenor, bas, smíšený sbor, komorní orchestr a MagT. Text: Yehuda Ya'ari
- Requiem für einen jungen Dichter (1969, Bernd Alois Zimmermann)
- Deutsche Totenmesse (1972, Cesar Bresgen)
- Requiem (Mikis Theodorakis, 1984, text: Ioannis Damaskinos [2])
- Requiem für ein ungeborenes Kind (1990, Thomas Fortmann)
- Requiem of Hope (Requiem naděje, 1995–2002) od Colina Mawbyho pro soprán, smíšený sbor a varhany. Texty Henryho Vaughana, Johna Henryho Newmana a anonyma
- Requiem (5. díl Judas-Passion op. 105, 2004), Klaus Michael Miehling (Výběr textů: Matthias Uhlich)
- Requiem (2005 Stefan Hippe) pro soprán, smíšený sbor a orchestr. texty: Alejandra Pizarnik a Starý zákon

## Hebrejské texty
- Kaddish Leonard Bernstein

## Zhudebnění bez textu
- Sinfonia da Requiem op. 20 (Britten)
- Requiem (1990–1992), 9 duchovních koncertů pro sólový klavír, koncertní trubku a velký komorní orchestr Hans Werner Henze
- Requiem-Metamorphosen, Prolog k rekviem Wolfganga Amadea Mozarta pro orchestr (1992), Wolfram Graf
- Malé rekviem pro polku op. 66 (1993) (Henryk Mikołaj Górecki)
- Die vier letzten Dinge (Quasi una Sinfonia da Requiem), Horst Lohse (1996/97) pro varhany a velký orchestr
- Klavírní koncert č. 2 (Requiem) (Meynaud)
- Requiem pro sólovou violu (2001), Boris Guckelsberger
- Requiem pro fagot a smyčcový orchestr, op.63 (2001), Hanno Haag
- A Requiem in Our Time, for Brass Ensemble (Rautavaara)